# 高木聡
高木 聡（たかき さとし、1971年 - ）は、ミュージック・ビデオ、CM、ショートフィルムの映像作家、映画監督。

## 略歴
1971年生まれ。大分市出身。学習院大学卒業後、竹内芸能企画に参加。
1997年からミュージックビデオ・CM・ショートフィルム・映画などのディレクションを開始。
舘岡事務所Creator's room所属。

## 主な作品

### ミュージック・ビデオ
- ANATAKIKOU「雨がやんだら」「シンデレラ」「悲しくはないさ」
- 絢香「手をつなごう」
- angela「THE LIGHTS OF HEROES」
- 大橋卓弥「ありがとう」
- エレファントカシマシ「約束」
- キマグレン「LIFE」
- クラムボン「はなればなれ」「パンと蜜を召し上がれ」「シカゴ」「246」「ドギー&マギー」「君は僕のもの」「サラウンド」「残暑」「のんびり」「FOLKLORE」「id」「Bass, Bass, Bass」「THE NEW SONG」「バイタルサイン」「tiny pride」
- クレイジーケンバンド「湾岸線」
- 桑田佳祐「ダーリン」
- CHEMISTRY「So in Vain」
- 小泉今日子「厚木IC」「モクレンの花」「きのみ」「なんてったってアイドル 〜K25remix」
- 斉藤和義「おつかれさまの国」「やぁ　無情」「歌うたいのバラッド」「愛に来て」「ベリーベリーストロング」「ウェディング・ソング」「遺伝」
- ザマギ「くらっ」
- 椎名純平「残像」
- 清水翔太「「アイシテル」」
- 女王蜂「ヴィーナス」「残酷」
- シン・スンフン「I Believe」
- シンリズム「春の虹」
- スカポンタス feat. 橋幸夫「恋のメキシカン・ロック」
- スキマスイッチ「ラストシーン」「さいごのひ」
- 関口和之 feat. 竹中直人「BITTER SWEET SAMBA」
- 寺岡呼人「COLOR」
- DREAMS COME TRUE「はじまりのla」
- 中村一義「スカイライン」「世界は変わる」
- 中村雅俊「空蝉」
- 初恋の嵐「真夏の夜の事」
- 原由子「京都物語」
- Bamboo Flute Orchestra「smooth criminal」
- B'z「MY LONELY TOWN」「Q&A」
- FIREBALL「アンジェリータ」
- 藤澤ノリマサ 「希望の歌 〜交響曲第九番」
- plenty「蒼き日々」「これから」「風をめざして」
- The Miceteeth「-ネモ-」「TOMORROW MORE THAN WORDS」「シュガープールでつかまえて」「霧の中」
- 槇原敬之「Good Morning!」「優しい歌が歌えない」
- 松田聖子「逢いたい」「Smile on me」
- 山崎まさよし「アンジェラ」「僕らは静かに消えていく」
- 山猿「あいことば」「風」「バイバイ‥」
- RYO the SKYWALKER「晴れわたる丘」「WONDERFUL LIFE」
- いいやん大分「好きっちゃ！とり天」「それでん・・・しんけん好きっちゃ！！とり天」

### CM
- 積水ハウス「積水ハウスの歌2012」
- ドクターデビアス「DRPlatina」「聖なる海」「自分を愛する」
- ロッテ「モナ王闘魂注入」
- 明治乳業「コーンソフト20周年記念キャンペーン」
- ポッカコーポレーション「あっぱれ静岡茶 赤い燈台」
- マルカワ「踊るマルカワジャ」
- セイカ食品「ボンタンアメ」
- サザンオールスターズ『海のYeah!』SPOT

### ショートフィルム
- 「優香座シネマ『畳屋』」（出演：優香・鈴木一真）
- 「Letter」（出演：高岡蒼甫・ヨンア）
- 「僕らは静かに消えていく」（出演：山崎まさよし・山本太郎・目黒真希・原田芳雄）
- 「ダンスマスター」（出演：パパイヤ鈴木・斎藤工・勝俣幸子・西田敏行・西城秀樹）
- 「あいことば」（出演：足立梨花・秋山勇次・清水尚弥）
- 「ラーおじさんの旅」（出演：結城貴史・渡辺奈緒子・水野美紀・松野太紀・前川正行）

### 映画
- 『たゆたう・GOOD TIME MUSIC of clammbon-』2008年公開（出演：クラムボン）
- 『天使のいた屋上』2008年公開（出演：小柳友・波瑠・鈴木一真・水木薫）
- 『ハジマリノオワリ おわりのはじまり』2013年公開（出演：結城貴史・広澤草・末松暢茂・坂上嘉世・前川正行）